# Zemey
Zemey Rinpoche, ook bekend als Kyabje Zemey Dorje Chang (1927-1996) was een Tibetaans geestelijke. Hij dankt zijn bekendheid voornamelijk aan de publicatie van het Gele boek (Yellow Book) in 1973, waardoor de verering van Dorje Shugden onderdeel werd van een controverse.

## HetGele boek
In 1973 publiceerde Zemey het Gele boek. Hij had de tekst ontvangen van zijn leermeester, de derde Trijang rinpoche Lobsang Yeshe Tenzin Gyatso. De tekst verhaalt in detail de rampen die bij naam genoemde lama's, monniken en leken van de gelug waren overkomen. De reden die Zemey hieraan verbond, was dat ze rituelen hadden uitgeoefend of toegelaten uit de nyingmatraditie in het Tibetaans boeddhisme. In ieder van die gevallen schrijft de tekst de marteling, ziekte of de dood van betrokkenen toe aan het feit dat door hun handelen de gramschap van Dorje Shugden had opgewekt.
Lof aan u, gewelddadige god van de leer van de Geelkappen
Die stofdeeltjes zal maken
Van grote wezens, hoogwaardigheidsbekleders en gewone mensen
Die de gelugdoctrine vergiftigen en corrumperen— Uit: Lof aan Dorje Shugden geciteerd, Zemey Rinpoche

## Weerzin tegen Dorje Shugden-verering
Tot de publicatie van het Gele boek was de verering van Dorje Shugden niet in tegenspraak geweest met de institutie van de dalai lama, omdat ze slechts de voorrang van de leer van de gelugtraditie bevestigde.
Daarnaast had de veertiende dalai lama kort voor de publicatie van het Gele boek de verering van Padmasambhava, de oprichter van de nyingmatraditie, nog bevestigd in alle gelugkloosters. Hiermee had hij zich ten doel gesteld, alle religieuze tradities onder te brengen in één nationale identiteit van het Tibetaanse volk. Het Gele boek werd daardoor niet alleen een concrete bedreiging voor de dalai lama, maar ook een beschadiging van de kwetsbare oprichting van een gezamenlijke Tibetaanse identiteit.
In 1977 werd Zemey Rinpoche uitgesloten van bijeenkomsten waar de dalai lama sprak. De kloosters in Indiase ballingschap kregen het bevel om Dorje Shugden niet meer te vereren. Afbeeldingen en standbeelden van Dorje Shugden moesten worden verwijderd.
Dit bracht een scheuring teweeg in de Tibetaanse gemeenschap die onder meer in 1997 leidde tot de oprichting van een nieuwe traditie in het Tibetaans boeddhisme in het Verenigd Koninkrijk, de nieuwe kadampa (NKT), die zich later ook naar andere delen van de wereld verspreidde.